# Georges Lavrard
Georges Lavrard est un inventeur, innovateur et entrepreneur français né le 29 octobre 1918 à Châtellerault et mort le 6 mai 2002 dans la même ville. 

## Biographie
Il a développé les établissements Lavrard fondés par son père. Diplômé agent technique en radio, il relance l'activité de la manufacture d'armes de Châtellerault au lendemain de la Seconde guerre mondiale en diversifiant sa production (fusils de chasse, bicyclettes...).
La société devient la MACC, Manufacture d'Armes et Cycles de Châtellerault. Il acquiert durant cette période la commanderie d'Auzon. Il connaît ses premières difficultés lorsque l'État décide de délocaliser la manufacture d'armes à Tulle. La société ne dégage plus de profit. Il va alors créer l'Univerchelle, échelle polyvalente et rouable. Cette invention lui vaudra l'Oscar International de l'Invention à Bruxelles ce qui le fit entrer dans l'Union française des inventeurs. Il reçut également aux États-Unis la coupe d'or du Patent Office et celle du Popular Mechanics. Il développa la MACC selon des procédés alors nouveaux tels que le marketing, le design industriel ou la division des tâches administratives. La MACC se spécialisa dans l'application industrielle et la commercialisation d'invention que des particuliers lui soumettaient (touchant des royalties), puis, elle lança un bureau d'étude chargé d'étudier les besoins des ouvriers du bâtiment et de concevoir de nouveaux produits brevetés. 
Il reçut en 1970 le grand prix Appollo de l'innovation remis par François-Xavier Ortoli qui lui donna la mission de « redonner aux français le goût de l'innovation ». Il lança alors des associations d'industriels et les banques de risque. Il participa notamment à la création de l'Association pour le Développement de l'Enseignement et de la Recherche et du Centre d'Entreprise et d'Innovation. En 1973, il obtint un second Oscar International de l'Invention au salon de Bruxelles, fait sans précédent. Il fut alors élevé à la dignité de Commandeur de l'Ordre du Mérite de l'Innovation puis, à Bruxelles encore, reçut la médaille de la chambre européenne pour le développement et le commerce.
Sa biographie, Itinéraire d'un entrepreneur innovateur est édité aux éditions "De mémoire d'homme".